# 탐페레
탐페레(핀란드어: Tampere, 스웨덴어: Tammerfors 탐메르포르스[*])는 핀란드 남서부 피르칸마 지역에 있는 도시이다. 인구 225,485명(2016년 기준)이다.
수도 헬싱키 북서쪽 약 190km 지점, 내륙의 여러 호수 사이에 위치한다. 1775년 스웨덴에 의해 건설되었으며, 이후 내륙 지방의 중요한 공업도시로 발전하였다. 호수의 급류를 이용한 수력발전이 이루어지며, 이를 이용한 각종 공업이 이루어진다.
핀란드에서 중요한 정치적인 사건이 일어난 곳으로도 유명한데, 러시아의 혁명가 레닌은 이 곳에서 오랫동안 머물면서 1905년 혁명을 준비하였고, 1918년 핀란드 독립전쟁 중에는 격전지였다. 제2차 세계대전 후에는 이 곳을 중심으로 사회민주주의 운동이 일어났다.
핀란드의 중요한 공업도시지만, 동력으로는 수력발전을 이용하고, 공장 배치가 계획적으로 이루어져 있어 공해 문제가 심각하지 않고 쾌적한 환경을 자랑한다. 최근에는 공업과 함께 정보통신 산업의 중심지로도 떠오르고 있다.
핀란드에서 수도 헬싱키와 에스포 다음으로 인구가 많은 도시인데, 에스포는 헬싱키의 위성도시이므로, 이 도시는 사실상 핀란드의 제2의 도시로 널리 알려져 있다. 또 북유럽의 내륙에서는 인구가 가장 많은 도시이다.

## 인구
| 연도                                                  | 인구    | ±%      |
| ----------------------------------------------------- | ------- | ------- |
| 1815                                                  | 793     | —       |
| 1840                                                  | 1,819   | +129.4% |
| 1850                                                  | 3,207   | +76.3%  |
| 1860                                                  | 5,232   | +63.1%  |
| 1870                                                  | 6,986   | +33.5%  |
| 1880                                                  | 13,645  | +95.3%  |
| 1890                                                  | 20,132  | +47.5%  |
| 1900                                                  | 36,344  | +80.5%  |
| 1910                                                  | 45,442  | +25.0%  |
| 1920                                                  | 47,830  | +5.3%   |
| 1930                                                  | 50,138  | +4.8%   |
| 1939                                                  | 78,012  | +55.6%  |
| 1972                                                  | 163,609 | +109.7% |
| Source: Tilastollinen päätoimisto, Statistics Finland |         |         |

## 기후
| 탐페레의 기후                                                        | 탐페레의 기후 | 탐페레의 기후 | 탐페레의 기후 | 탐페레의 기후 | 탐페레의 기후 | 탐페레의 기후 | 탐페레의 기후 | 탐페레의 기후 | 탐페레의 기후 | 탐페레의 기후 | 탐페레의 기후 | 탐페레의 기후 | 탐페레의 기후 |
| 월                                                                   | 1월           | 2월           | 3월           | 4월           | 5월           | 6월           | 7월           | 8월           | 9월           | 10월          | 11월          | 12월          | 연간          |
| -------------------------------------------------------------------- | ------------- | ------------- | ------------- | ------------- | ------------- | ------------- | ------------- | ------------- | ------------- | ------------- | ------------- | ------------- | ------------- |
| 역대 최고 기온 °C (°F)                                               | 8.4 (47.1)    | 9.2 (48.6)    | 15.6 (60.1)   | 24.3 (75.7)   | 29.6 (85.3)   | 33.2 (91.8)   | 33.1 (91.6)   | 32.1 (89.8)   | 26.6 (79.9)   | 19.4 (66.9)   | 13.3 (55.9)   | 10.5 (50.9)   | 33.1 (91.6)   |
| 일평균 최고 기온 °C (°F)                                             | −2.5 (27.5)   | −2.5 (27.5)   | 2.1 (35.8)    | 8.8 (47.8)    | 15.6 (60.1)   | 19.7 (67.5)   | 22.5 (72.5)   | 20.7 (69.3)   | 14.9 (58.8)   | 7.8 (46.0)    | 2.6 (36.7)    | −0.5 (31.1)   | 9.1 (48.4)    |
| 일일 평균 기온 °C (°F)                                               | −5.2 (22.6)   | −5.7 (21.7)   | −1.9 (28.6)   | 3.9 (39.0)    | 10.1 (50.2)   | 14.6 (58.3)   | 17.3 (63.1)   | 15.6 (60.1)   | 10.6 (51.1)   | 4.9 (40.8)    | 0.7 (33.3)    | −2.7 (27.1)   | 5.2 (41.3)    |
| 일평균 최저 기온 °C (°F)                                             | −8.3 (17.1)   | −9.1 (15.6)   | −6.0 (21.2)   | −0.9 (30.4)   | 4.1 (39.4)    | 9.0 (48.2)    | 12.2 (54.0)   | 10.8 (51.4)   | 6.6 (43.9)    | 2.0 (35.6)    | −1.5 (29.3)   | −5.4 (22.3)   | 1.1 (34.0)    |
| 역대 최저 기온 °C (°F)                                               | −37.0 (−34.6) | −36.8 (−34.2) | −29.6 (−21.3) | −19.6 (−3.3)  | −7.3 (18.9)   | −2.8 (27.0)   | 1.8 (35.2)    | −0.4 (31.3)   | −6.7 (19.9)   | −14.8 (5.4)   | −22.5 (−8.5)  | −34.2 (−29.6) | −37.0 (−34.6) |
| 평균 강수량 mm (인치)                                                | 41 (1.6)      | 30 (1.2)      | 29 (1.1)      | 32 (1.3)      | 36 (1.4)      | 66 (2.6)      | 74 (2.9)      | 65 (2.6)      | 55 (2.2)      | 57 (2.2)      | 51 (2.0)      | 46 (1.8)      | 582 (22.9)    |
| 평균 강설량 cm (인치)                                                | 32.3 (12.7)   | 31.4 (12.4)   | 29.5 (11.6)   | 13.9 (5.5)    | 1.6 (0.6)     | 0.1 (0.0)     | 0 (0)         | 0 (0)         | 0 (0)         | 3.3 (1.3)     | 13.1 (5.2)    | 27.2 (10.7)   | 152.4 (60)    |
| 평균 강수일수 (≥ 1 mm)                                               | 10            | 8             | 8             | 7             | 7             | 9             | 11            | 9             | 9             | 10            | 10            | 11            | 109           |
| 평균 상대 습도 (%)                                                   | 90            | 87            | 82            | 70            | 63            | 66            | 69            | 76            | 82            | 87            | 91            | 92            | 80            |
| 출처 1: 핀란드 기상연구소 (평년값: 1991년~2020년, 극값: 1900년~현재) |               |               |               |               |               |               |               |               |               |               |               |               |               |
| 출처 2: weatheronline.co.uk                                          |               |               |               |               |               |               |               |               |               |               |               |               |               |

## 자매 도시
| - 영국 맨체스터 - 루마니아 브라쇼브 - 독일 켐니츠 - 독일 에센 - 리투아니아 카우나스 - 우크라이나 키이우 - 페로 제도 클락스비크 | - 캐나다 새스커툰 - 미국 시러큐스 - 노르웨이 트론헤임 - 헝가리 미슈콜츠 - 탄자니아 므완자 - 러시아 니즈니노브고로드 - 스웨덴 노르셰핑 | - 덴마크 오덴세 - 체코 올로모우츠 - 에스토니아 타르투 - 아이슬란드 코파보귀르 - 니카라과 레온 - 오스트리아 린츠 - 폴란드 우치 |

## 같이 보기
- 탐페레 전투
- 노키아 (핀란드)
- 피르칼라
- 탐메르 여울
- 템페레 영화제